# Albert Gaillard
Albert Gaillard (Neuilly-sur-Seine, 5 settembre 1858 – Angers, 28 luglio 1903) è stato un botanico e micologo francese.

## Biografia
Nel 1887 compì un viaggio di studio in Venezuela, dove raccolse campioni micologici e botanici. Soggiornò principalmente nei pressi di Puerto Ayacucho e in luoghi ubicati lungo il fiume Orinoco, spingendosi fino a raggiungere San Fernando de Atabapo.
In Colombia, raccolse campioni lungo il rio Guaviare, un tributario dell'Orinoco.
Tra il 1889 e il 1903, Gaillard fu curatore dell'herbarium Lloyd ad Angers (in seguito rinominato "Arboretum de la Maulévrie Herbiers de la Ville d'Angers").

## Onorificenze
Il genere Gaillardiella (famiglia Nitschkiaceae) fu nominata in suo onore da Narcisse Théophile Patouillard nel 1895.

## Opere principali
- Albert Gaillard, Narcisse Théophile Patouillard, Champignons du Vénézuéla et principalement de la région du Haut-Orénoque, récoltés en 1887 par M.A. Gaillard, Bulletin de la Société Mycologique de France, 1888–89.
- Contribution à l'étude des champignons inférieurs: famille des Périspoiacées, le genre Meliola : anatomie, morphologie, systématique, 1892[2].
- Le genre Meliola, parte 1, Bulletin de la Société Mycologique de France, 8: 76-[78], 1892.
- Le genre Meliola, parte 2, Bulletin de la Société Mycologique de France, 8 (4): 176-188, 1892.
- Note sur quelques espéces nouvelles du genre Asterina, Bulletin de la Société Mycologique de France, 13: 179-181, 1897[3]